# 斯卡拉大劇院
斯卡拉大劇院（義大利語： 或 La Scala）是間位於義大利米蘭的歌劇院。劇院於1778年8月3日正式啟用，當時名為Nuovo Regio Ducal Teatro alla Scala，首日上演安东尼奥·萨列里的歌劇《歐羅巴的現身》（L'Europa riconosciuta）。

## 歷史

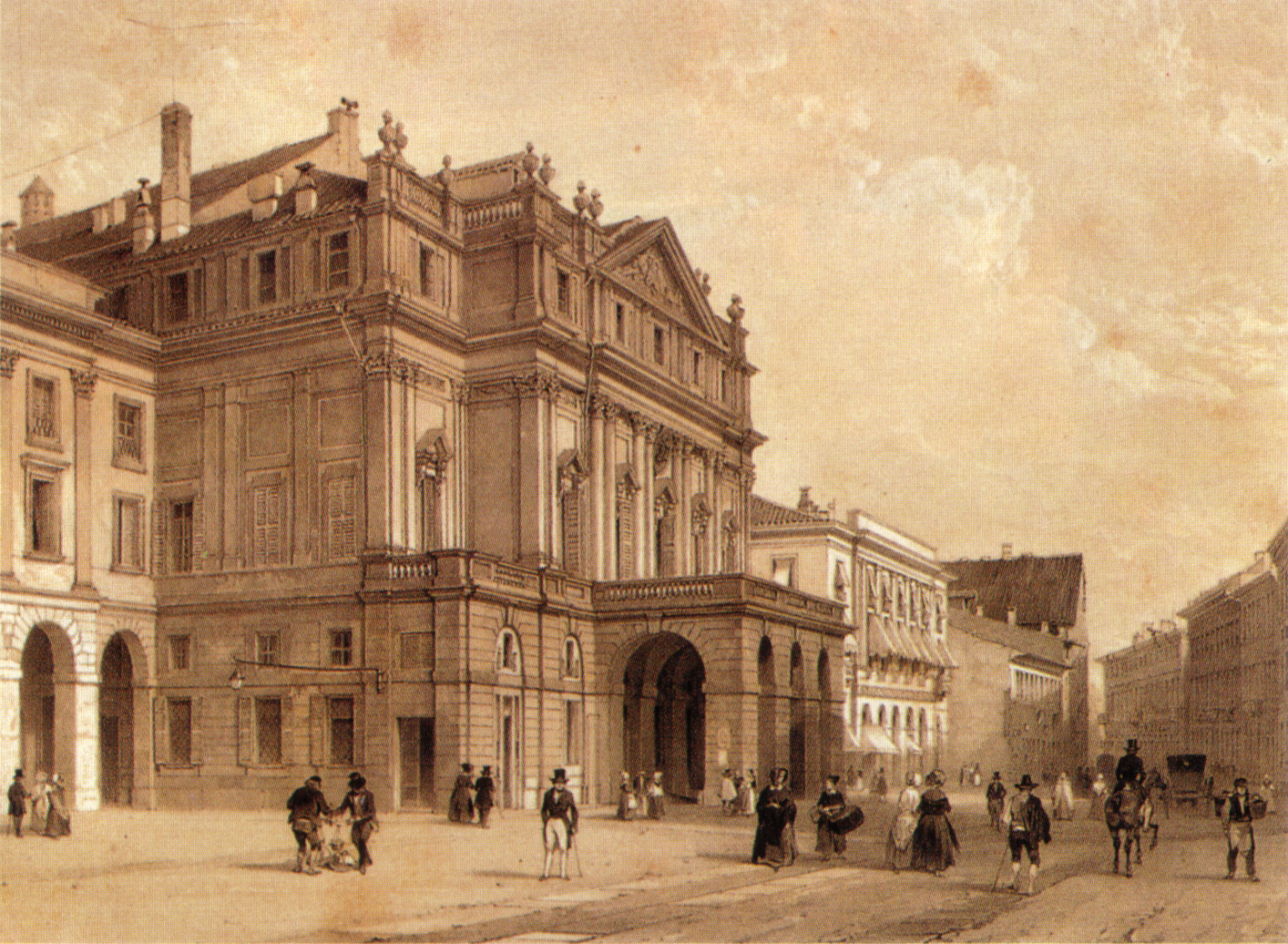
19世紀的斯卡拉大劇院

斯卡拉大劇院是原址重建的第二座劇院，首座劇院公爵劇院（Teatro Ducale）於1776年2月25日在一個狂歡會後發生的一場火警中焚燬。90名於舊劇院內擁有私人包廂的米蘭富翁寫信給奧地利大公斐迪南一世，要求重建一座新劇院，及一座臨時的简易劇院用于新劇院未竣工前的使用。
新古典建築師皮爾馬里尼 （Giuseppe Piermarini）所構思的初步設計被當時的奧地利總督費爾米安伯爵 （Count Firmian）拒絕。重新構思的第二個設計於1776年被奧地利女大公瑪麗亞·特蕾西亞接納。劇院設有超過3,000個座位及一個會堂，觀眾廳呈馬蹄形，有6排的包廂。幕前闊26米，高27米，要舞台則高20米。
新劇院的位置原本是聖瑪利亞斯卡拉教堂 （Santa Maria alla Scala）的所在地，聖瑪利亞斯卡拉教堂後來被改作俗用及拆除，原址興建的新劇院因而得名「斯卡拉大劇院」。新劇院由Pietro Marliani、Pietro Nosetti、Antonio及Giuseppe Fe歷時兩年建成。
建築造價100萬里拉，由出售包廂支付。包廂的擁有人大花金錢豪裝自己的包廂，華麗的包廂給很多人，如司湯達，留下深刻的印象。劇院建成後旋即成為一眾米蘭貴族及富豪的集中地。於舊時，正廳 （platea）沒有設置座位，觀眾要站著觀看表演。在場觀眾亦會看到樂團，由於樂團的池台 （golfo mistico）當時並未建成。
在廂房之上有頂層樓座 （loggione），供不太富裕的人觀看表演。頂層樓座是表演者所畏懼的地帶，該處聚集著很多歌劇迷熱者，他們有高度的鑑賞力，他們要麼為表演者成功的演繹而著迷，要麼為表演者錯誤的演繹而無情狠批，失敗的演出都會被他們長期記著。（著名男高音貝岡吉 （Carlo Bergonzi）於歌劇阿依達開場時演出失誤，在多年後他再次登台，即時被報以無情的fischi—— 即口哨，在意大利象徵蔑視）
如當時很多的歌劇院一樣，斯卡拉大劇院於門廳設有賭桌供人賭博耍樂。
舊時的斯卡拉大劇院以大量的油燈照明，單單是舞台已要用上84盞油燈。劇場裡觀眾都不大敢除下帽子或其他頭飾，因為他們擔心燈油會滴到他們的頭上。為了防止火警，其中幾個房間放滿了數以百計的水桶。後來劇院改用煤氣燈，並於1883年改用電燈。
斯卡拉大劇院於1907年作了一次重修工程，改成了2,800個座位的設計。於1943年第二次世界大戰，大劇院在空襲中被嚴重炸毀。戰爭結束後一年，1946年5月11日，斯卡拉大劇院按照先前的原貌修復完成及重開，首場的演出是令人難忘的由阿圖羅·托斯卡尼尼指揮的音樂會。

## 表演

斯卡拉大劇院的表演廳

斯卡拉是350部歌劇的首演場地，其中多部更是著名歌劇。劇院與朱塞佩·威爾第有著特別的關係：由於劇院的樂團曾對威爾第的幾部樂曲作修改 （威爾第說這是“破壞”），有幾年時間威爾第禁止其作品於斯卡拉上演。
斯卡拉大劇院的演出季開始於12月7日，即聖安波羅修日 （安波羅修為米蘭的主保聖人），所有表演節目規定必須於午夜前結束，所以較長的歌劇需於傍晚開始演出。演出一開始後，所有持票人都不會被准許進場，沒有人會例外，著名男演員理查·波頓亦曾經因此被拒入場。

## 結構
斯卡拉大劇院設有劇院博物館，共有4、5個小展室，展出大量有關歌劇及劇院歷史的珍貴收藏，如畫作、手稿、雕像、戲服及其他文件，其中威爾第的藏品佔了2個室。另外亦設有劇院圖書館，收藏了八萬冊不同文字的戲劇藝術典籍。 

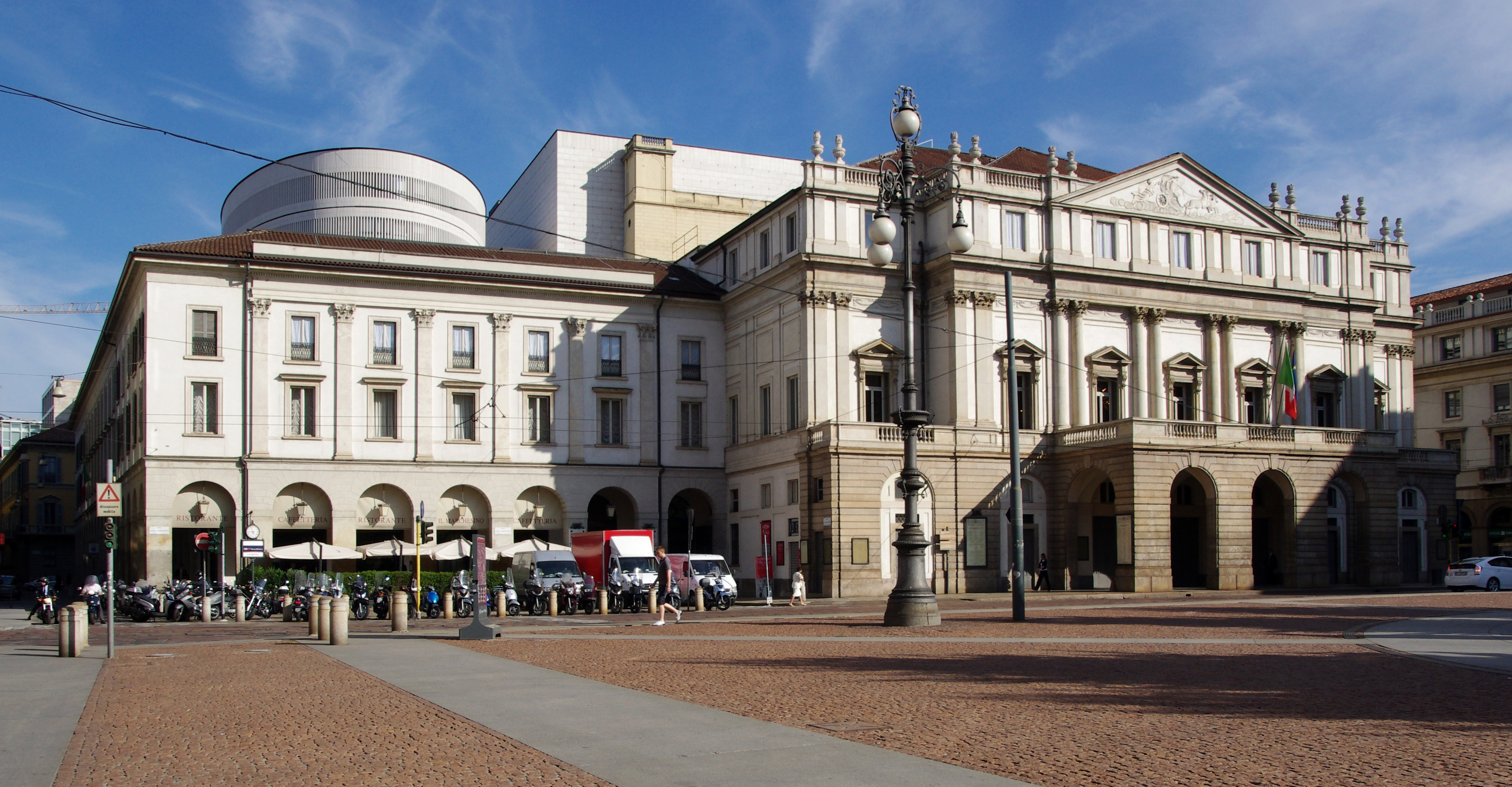
斯卡拉大劇院

## 近期發展

### 重要翻新工程 （2002年—2004年）
劇院於2002年1月19日至2004年11月期間關閉進行翻新工程，工程由著名瑞士建築師馬里奧·博塔 （Mario Botta）策劃。劇院關閉期間，劇團暫時遷移到遠離市中心，位於米蘭近郊的Teatro degli Arcimboldi （一譯阿幸波地劇院）繼續演出。
翻新工程引來爭議，古蹟文物保護者憂慮翻新工程會破壞劇院的歷史痕跡。但劇院公司表示很欣賞工程所帶來的改善：移除了會堂的紅地毯使音響質素提升；舞台重新建造，後台亦擴大了，使得可容納更多的裝置或佈景，支援更多的演出製作項目；座位上加設了螢光幕，以英文、法文、意大利文顯示劇本，讓觀眾可以理解歌劇內容。
2004年12月7日，劇院正式重開，首場演出是由里卡多·穆蒂 指揮安东尼奥·萨列里的歌劇《歐羅巴的現身》，亦即是斯卡拉歌劇院於1778年啟用時的同一個節目。
重開後的票價最高賣至2000歐元，翻新工程費用約為6千1百萬歐元，經費赤字預計於2006年才能消減。

### 管理糾紛及變更（2005年起）
由1990年開始接手斯卡拉大劇院的總經理豐塔納 （Carlo Fontana）由於與音樂總監里卡多·穆蒂出現分歧，於2005年2月被管理層解雇。此舉引起劇院員工強烈反對，員工發動罷工行動，劇院陷入分裂。劇院管理層發表聲明，指出現時“急切需要團結劇院的管理層”。2005年3月16日，斯卡拉大劇院管弦樂團及其他工作人員推行投票，大比數通過針對穆蒂的不信任動議，並要求罷免新上任的總經理梅里 （Mauro Meli）。一場由穆蒂指揮的音樂會於演出前幾天被逼宣佈取消。意大利的文化部長烏爾巴尼 （Giuliano Urbani）支持穆蒂，並促請管理層迅速採取行動，確保一切運作暢順及維護歌劇院的聲望。2005年4月2日，穆蒂宣佈辭職，並表示劇院工作員對他充滿“敵意”。

## 首席指揮/音樂監製
- 丹尼爾·巴倫波因：2011年—
- 於2005年—2011年期間沒有音樂監製
- 里卡多·穆蒂：1986年—2005年
- 克勞迪奧·阿巴多：1968年—1986年
- 於1956年—1968年期間沒有音樂監製
- 康泰利 （Guido Cantelli）： 1956年　（於就職後一星期於空難中死亡）
- 卡爾羅·馬利亞·朱里尼：1953年—1956年
- 德薩巴塔 （Victor De Sabata）：1930年—1953年)
- 阿图罗·托斯卡尼尼：(1921年—1929年)
- 斯卡拉大劇院於1918年—1920年其間關閉
- 賽拉芬 （Tullio Serafin）：1917年—1918年
- 賽拉芬 （Tullio Serafin）：1909年—1914年
- 阿图罗·托斯卡尼尼：1898年—1908年

## 外部連結
- 斯卡拉歌劇院官方網頁 （页面存档备份，存于）
- BBC新聞：斯卡拉歌劇院前境未明 （页面存档备份，存于）
- 托斯卡尼尼改革斯卡拉歌劇院
- 風華絕代的斯卡拉大劇院 （页面存档备份，存于）
- 米蘭斯卡拉大劇院演員威脅罷工影響演出季 （页面存档备份，存于）
- 史卡拉幕後：音樂的殿堂還是末日的殿堂？

Template:米兰地标